# Bega (Theiß)

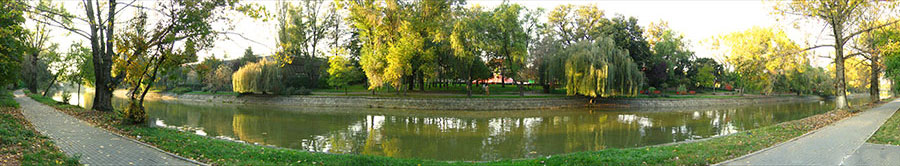
Die Bega in Timișoara

Die Bega (rumänisch ebenfalls Bega, ungarisch Béga, serbisch Begej/Бегеј), oft auch Begakanal (rumänisch Canalul Bega, ungarisch Béga-csatorna, historisch auch Beche und Beghe, genannt) ist ein 254 Kilometer langer rumänisch-serbischer Fluss beziehungsweise Kanal. Er entspringt im Banater Gebirge und mündet bei Titel in der serbischen Provinz Vojvodina in die Theiß, welche wiederum in die Donau entwässert. Das Gewässer entsteht durch den Zusammenfluss der Flüsse Bega Luncanilor und Bega Poieni. Größte Stadt im Verlauf der Bega ist Timișoara. Besonderheit der Bega ist ihr geringes Gefälle von nur 18 Zentimetern je Kilometer; sie wurde in weiten Teilen kanalisiert und ist größtenteils schiffbar. Das Einzugsgebiet der Bega beträgt etwa 2878 Quadratkilometer.

## Anrainerorte
| Anrainerorte in Rumänien: - Margina - Făget - Răchita - Mănăștiur - Leucușești - Bethausen - Cutina - Bodo - Balinț - Chizătău - Ictar-Budinți - Topolovățu Mic - Recaș - Remetea Mare - Ghiroda - Timișoara - Utvin - Sânmihaiu Român - Uivar - Otelec | Anrainerorte in Serbien: - Hetin - Srpski Itebej - Novi Itebej - Begejci - Žitište - Banatski Dvor - Jankov Most - Klek - Zrenjanin - Ečka - Lukino Selo - Stajićevo - Perlez - Titel |

## Geschichte
Der Bau des Bega-Kanals galt als eine hervorragende Leistung seiner Zeit und stand unter der Führung des Grafen Claudius Florimund Mercy (1666–1734). Vor der Kanalisierung bot die Bega in wildem, ungeregeltem Lauf dem ausgedehnten Sumpfgebiet im Westen reiche Nahrung. Die Ableitung der Sümpfe erschien Mercy eine aus strategischen, wirtschaftlichen und nicht zuletzt sanitären Gründen gebotene Notwendigkeit. Unter technischer Leitung von militärischen Fachleuten wurde 1727–1733 der Kanal angelegt. Das resultierende Austrocknen der Sümpfe ließ so neues, fruchtbares Ackerland entstehen, die Banater Heide.
1754 wurde der Kanal mit dem Durchschnitt-Kanal ausgehend von Ittebe verbessert. 1759 wurde der unter General von Engelshofen vernachlässigte Begakanal unter der Leitung des holländischen Ingenieurs Max Fremaut erweitert und mit der Temesch durch zwei Schleusen verbunden. Bei Hochwasser hatten sich die Wassermassen der Donau am Eisernen Tor zurückgestaut. Dieser Rückstau ließ den Grundwasserspiegel in der Banater Ebene steigen, und die im Mittelbanat ansässig gewordenen Siedler unter dem resultierenden Sumpffieber leiden. So wurden in diesem Projekt auch die Ilantscher und den Alibunarer Sümpfe südlich von Timișoara trockengelegt. Zwischen 1833 und 1837 wurde das alte Bett der Bega durch einen Kanal von Bobda bis Jankov Most verkürzt.
Ab 1894 verkehrte dreimal wöchentlich der Güterkahn Temesvár der Wiener Ersten Donau-Dampfschiffahrts-Gesellschaft (DDSG) auf der 115 Kilometer langen Strecke von Timișoara nach Titel, wo Anschluss nach Budapest bestand.
1945 fanden umfangreiche Instandsetzungsarbeiten statt. 1958 stellte Rumänien den Schiffsverkehr mit den Nachbarstaaten auf dem Bega-Kanal ein. 1967 wurde der Kanal für die kommerzielle Schifffahrt geschlossen. Der Kanal wurde über zwei Jahre entschlammt und ausgebaut und ist seit 2011 in Teilen wieder schiffbar. Ein Abschlusstermin für die Arbeiten zur Abwicklung von Frachtverkehr ist derzeit nicht bekannt. Die Gesamtinvestition für die Maßnahmen beträgt 22 Millionen Euro. Nach Abschluss der Arbeiten wird Timișoara damit zum Hafen am Paneuropäischen Korridor VII und mit anderen Häfen von der Nordsee bis zum Schwarzen Meer verbunden sein.
In Timișoara verbinden 14 Brücken das rechte, nördliche Ufer mit dem linken Ufer der Bega.

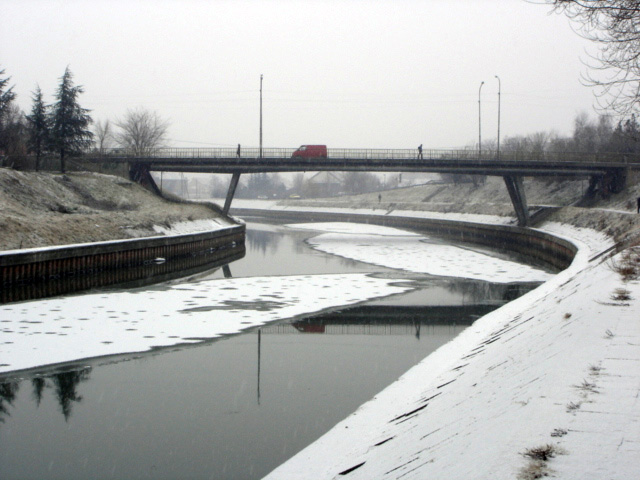
Die Bega bei Zrenjanin in Serbien
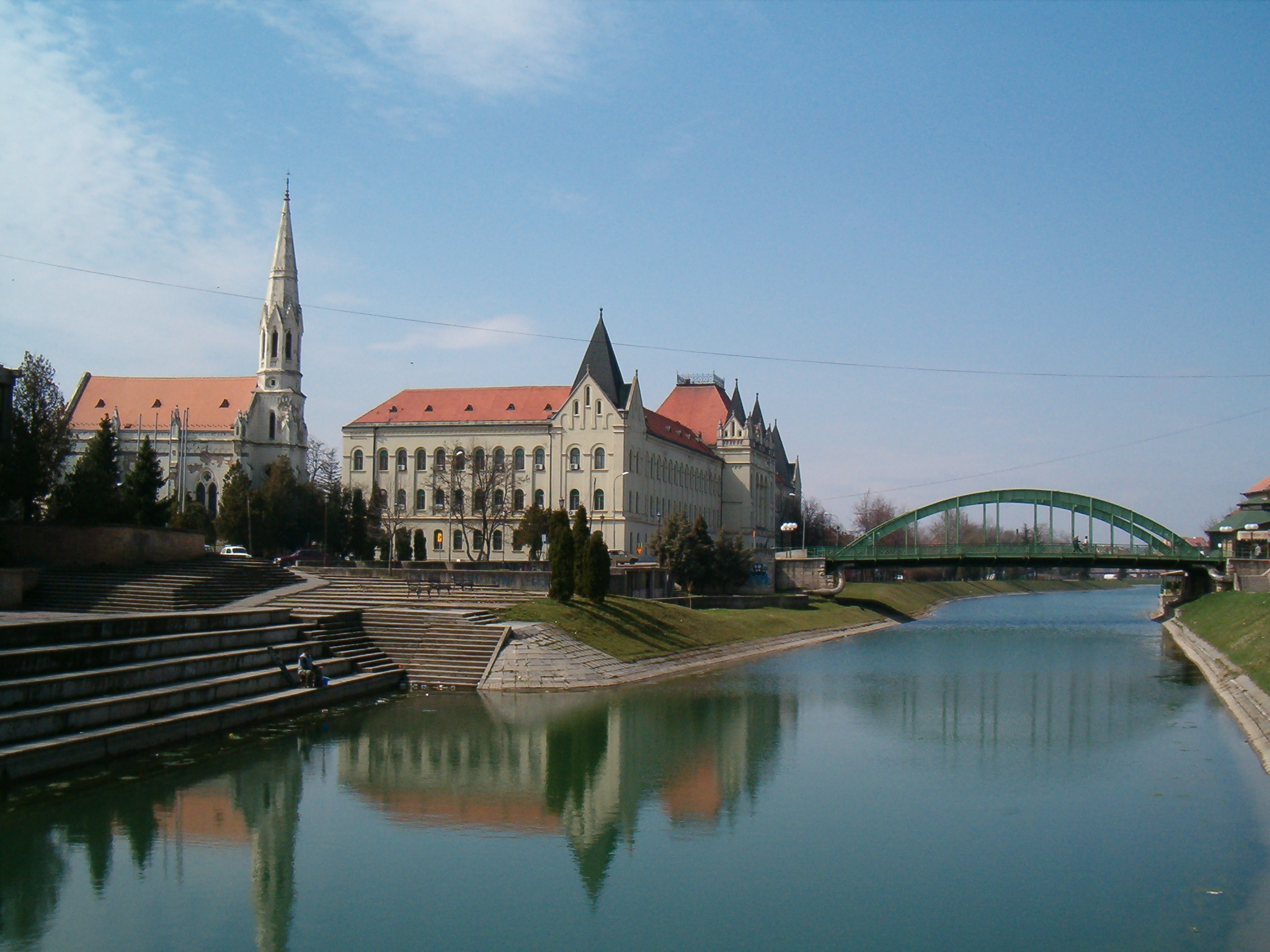
Die Bega in Zrenjanin
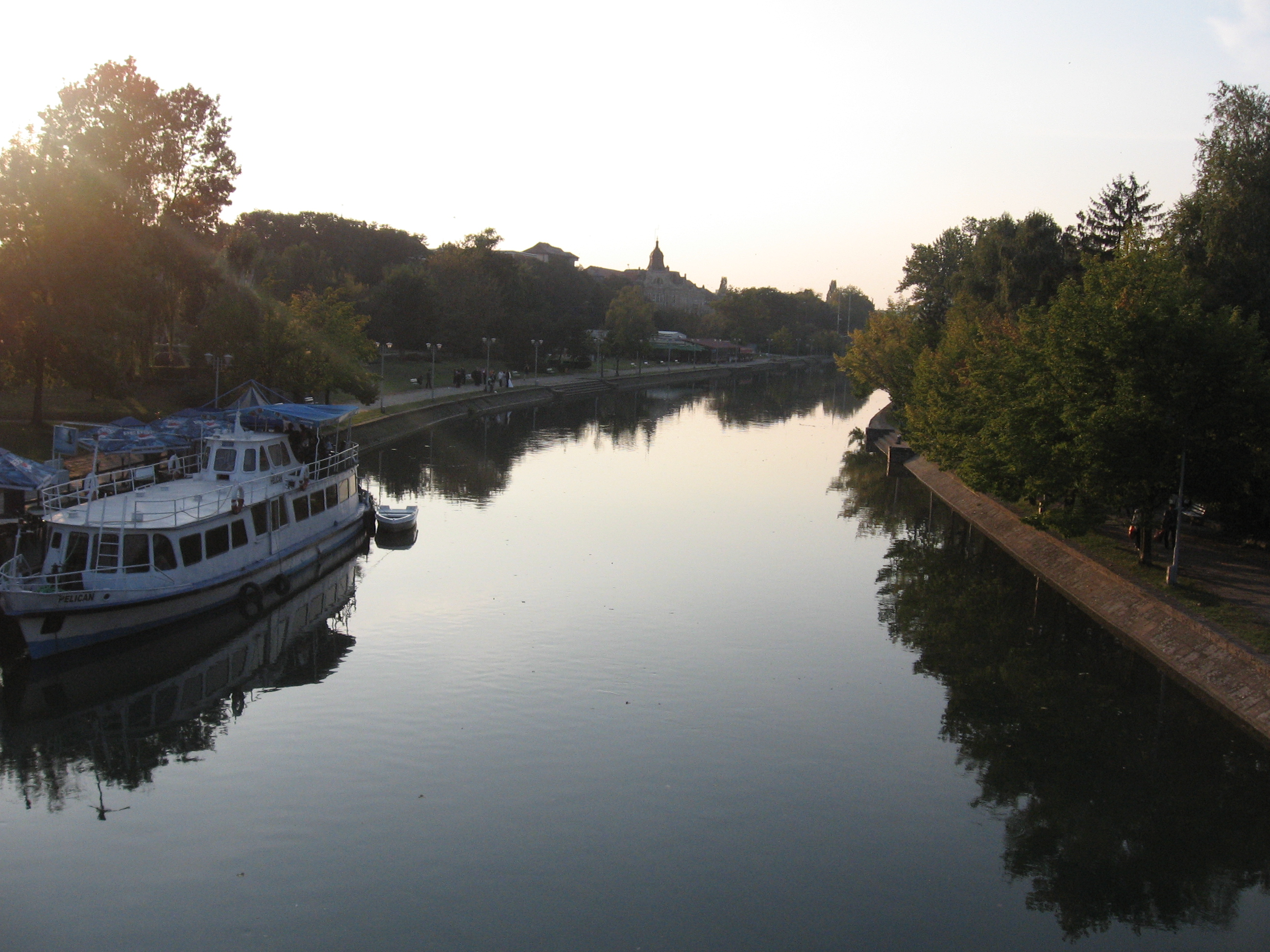
Die Bega in Timișoara, Rumänien
Der im Bezirk Iosefin gelegene Binnenhafen von Timișoara (1906)